# 東京証券取引所グループ
株式会社東京証券取引所グループ（とうきょうしょうけんとりひきしょグループ、英語: Tokyo Stock Exchange Group, Inc.）は、かつて存在した持株会社。
株式会社東京証券取引所及び日本取引所自主規制法人の2つの法人を経営管理する目的で設立された。
2011年1月1日東京証券取引所と大阪証券取引所の統合に伴い、大阪証券取引所に吸収合併され解散。大阪証券取引所は株式会社日本取引所グループへ商号変更。

## 沿革
- 2007年
  - 6月22日 - 株式会社東京証券取引所の第6回定時株主総会において、株式移転の方法により完全親会社を設立することに関する承認決議を得る。
  - 8月1日 - 株式移転により株式会社東京証券取引所が完全親会社として株式会社東京証券取引所グループを設立する。
- 2009年5月29日 - 東京証券取引所グループとロンドン証券取引所との共同による新市場の運営会社「TOKYO AIM取引所」に取引所免許が交付、6月より業務を開始。
- 2011年1月1日 - 株式会社大阪証券取引所に吸収合併され、解散。

## 大証との経営統合
2010年11月22日、東京証券取引所グループと大阪証券取引所は、対等の精神で経営統合することを発表した。統合により、世界第2位の規模の市場となる見込みである。
統合の方法としては、東京証券取引所グループが、大阪証券取引所に対し、上限（66.6%）を設けた株式公開買付けを行い、大証の上場を維持したまま子会社化する。そして、大阪証券取引所が市場部門を担う完全子会社（大証M）を設立したのち、大阪証券取引所が会社分割を行い、市場部門を大証Mに承継させ、持株会社化。また、東京証券取引所グループも会社分割を行い、事業の一部（中核事業含む）を完全子会社の東京証券取引所に承継させる。その後、2011年7月22日に、子会社となった大阪証券取引所が、親会社となった東京証券取引所グループを吸収合併（いわゆる逆さ合併）。かつて大証であった法人格は、最終的には株式会社日本取引所グループに商号変更した。
経営統合後、傘下子会社を、機能ごとに現物市場・デリバティブ市場・清算機関・自主規制法人の4法人に再編されることになり、その第1弾として、2013年7月16日に、現物市場を東西統合し、東証に一本化した。これに伴い、上場企業数はジャスダックを含め大証単独で上場されていた1100社を加えた3423社になり、世界の現物市場においての上場法人数で第3位規模に当たる、屈指の巨大マーケットが誕生した。
なお、東京証券取引所グループと大阪証券取引所の統合にあたっては、公正取引委員会の審査を受け、数点の業務分野について、それぞれ統合が「競争を実質的に制限することとはならない」とされている

## 子会社
- 株式会社東京証券取引所
- 日本取引所自主規制法人
- 株式会社日本証券クリアリング機構
- 株式会社東証システムサービス
- 株式会社TOKYO AIM取引所

## 注・出典
1. ↑  東証と大証が13年1月の統合で合意、世界2位の取引所誕生へ ロイター通信
2. ↑  「日本取引所」に１月移行　東証・大証が合併承認 東京証券取引所グループ 2011年9月21日
3. ↑  “（平成24年度：事例10）(株)東京証券取引所グループと(株)大阪証券取引所の統合（※出典記載者注: 「公表事例において措置の実施を前提として問題なしと判断した事例」の配下に存在）”.   公正取引委員会. 2019年7月18日時点のオリジナルよりアーカイブ。2019年7月18日閲覧。
4. ↑  
“事例１０ ㈱東京証券取引所グループと㈱大阪証券取引所の統合”.   公正取引委員会. 2019年7月18日時点のオリジナルよりアーカイブ。2019年7月18日閲覧。
5. ↑  ページ[3]からリンクされる、資料[4]